# Ordinariat militaire d'Autriche
L'ordinariat militaire d'Autriche est une circonscription ecclésiastique de l'Église catholique en Autriche destinée à tous les militaires et civils catholiques des armées autrichiennes où qu'ils se trouvent. 

## Histoire
L'académie militaire thérésienne est fondée au château de Wiener Neustadt par l'impératrice Marie-Thérèse en 1751. En 1773, elle crée également le titre d'évêque aux armées qu'elle rattache à l'évêque de Wiener Neustadt. Le diocèse de Wiener Neustadt est supprimé en 1785 et à partir de cette date les évêques aux armées autrichiennes sont appelés à devenir évêque de Sankt Pölten. 
Le poste d'évêque aux armées autrichiennes est supprimé après la Première Guerre mondiale. 
Le 21 février 1959, Jean XXIII érige un vicariat apostolique pour les armées autrichiennes. Celui-ci est érigé en ordinariat militaire le 21 juillet 1986 par la constitution apostolique Spirituali militum curae donnée par le pape Jean-Paul II définissant les ordinariats militaires comme des « circonscriptions ecclésiastiques particulières ».

## Organisation
L'ordinariat militaire est une juridiction personnelle que s'étend à tous les militaires et civils travaillant pour les armées autrichiennes, où qu'ils se trouvent dans le monde. 
Le siège de l'ordinariat est la cathédrale Saint-Georges dans le château de Wiener Neustadt, siège de l'Académie militaire thérésienne.
L'ordinaire militaire autrichien est un évêque de plein exercice. Il est membre de la conférence épiscopale autrichienne. Il porte parfois aussi le titre d'évêque titulaire de Wiener Neustadt.

## Liste des ordinaires militaires d'Autriche

### Évêque aux armées austro-hongroises
- 1773 - 2 juin 1773: Ferdinand von Hallweil (de), évêque de Wiener Neustadt
- 22 décembre 1773 - 26 novembre 1792: Johann Heinrich von Kerens (de), S.J., évêque de Wiener Neustadt puis de Sankt Pölten
- 1792 - 29 avril 1803: Sigismund Anton von Hohenwart (de), S.J., évêque de Trieste (1792-1794) puis de  Sankt Pölten (1794-1803)
- 28 juillet 1803 - 5 avril 1815: Gottfried Joseph Crüts von Creits (de), évêque de Sankt Pölten (1806-1815)
- 24 avril 1815- 19 décembre 1826: Joseph Chrysostomus Pauer (de), évêque titulaire de Dulma (de) (1818-1823) puis évêque de Sankt Pölten (1823-1826)
- 27 avril 1833 - 16 novembre 1835: Michael Johann Wagner (de), évêque titulaire de Beograd-Smederevo, transféré à Sankt Pölten
- 19 novembre 1835 - 19 janvier 1863: Johann Michael Leonhard (de), évêque titulaire de Diocletianopolis-en-Palestine (de) précédemment évêque de Sankt Pölten
- 1er octobre 1863 - 4 mai 1875: Dominik Mayer (de), évêque titulaire de Cisamus (de)
- 19 janvier 1878 - 23 juin 1890: Anton Josef Gruscha, évêque titulaire de Carrhae (de), transféré à Vienne
- 16 juin 1890 - 1er juin 1911: Coloman Belopotoczky (de), évêque titulaire de Tricca (de)
- 8 janvier 1913 - 11 novembre 1918: Emmerich Bjelik (de), évêque titulaire de Thasus (de)

### Vicariat apostolique aux armées autrichiennes
- 21 février 1959-7 mai 1969 : Franz König, archevêque de Vienne
- 8 mai 1969-27 septembre 1985 : Franz Žak, évêque de Sankt Pölten

### Ordinariat militaire d'Autriche
- 10 février 1990-22 février 1994 : Alfred Kostelecky (de), évêque titulaire de Wiener Neustadt (1990-1994)
- 22 février 1994- 16 avril 2015 : Christian Werner (de) évêque titulaire de Wiener Neustadt (1997-)
- depuis le 16 avril 2015 : Werner Freistetter (de)